# Lamprogaster elegans
Lamprogaster elegans är en tvåvingeart som beskrevs av Frey 1964. Lamprogaster elegans ingår i släktet Lamprogaster och familjen bredmunsflugor.
Artens utbredningsområde är Myanmar. Inga underarter finns listade i Catalogue of Life.